# Сосала

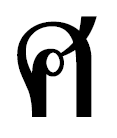

Сосала (тайск. ศาลา — сала) — со, 38-я буква тайского алфавита, по произношению идентична букве сосыа, но используется реже и в словах санскритского происхождения, восходит к букве шакар. В качестве  инициали слога по стилю тонирования относится к аксонсунг (верхний класс), как финаль относится к матре мекот (в финали закрытого слога произносится как «Т» ).